# Crevolai csata
A crevolai csatát a Ósvájci Konföderáció és a Milánói Hercegség csapatai vívták 1487. április 28-án.

## Az ütközet
Az észak-itáliai területekre betörő mintegy hétezer svájci katona várakat ostromolt meg és falvakat, városokat fosztott ki, gyújtott fel. A sereget Luzern és Wallis kanton állította fel. Céljuk az Ossola-völgy feletti ellenőrzés megszerzése volt. Gian Galeazzo Maria Sforza milánói herceg megkezdte a sereg felállítását, közben – időnyerés céljából – béketárgyalásokat kezdeményezett.
1487. április 28-án a hercegség háromezer katonája megtámadta a svájciakat, akik felvették a szokásos négyzet alakzatot. A svájciak súlyos veszteséget szenvedtek, nagyjából ezren vesztették életüket, a többiek elmenekültek. A harc után a helyiek levágták a halottak fejét és ujjait, az előbbieket lándzsára szúrva a településeken tették közszemlére, az ujjakat pedig „kalapdísznek” használták.